# Kladivouš africký
Kladivouš africký (Scopus umbretta) je středně velký brodivý pták se zvláštní chocholkou na hlavě. (Staro)řecké skia znamená stín, latinské umbra znamená stín, stinné místo. Je jediným zástupcem čeledi kladivoušovití (Scopidae). Nejbližšími příbuznými kladivouše jsou pelikánovití a člunozobec africký.
Starší, již neplatný národní název je kladivouš takatra.

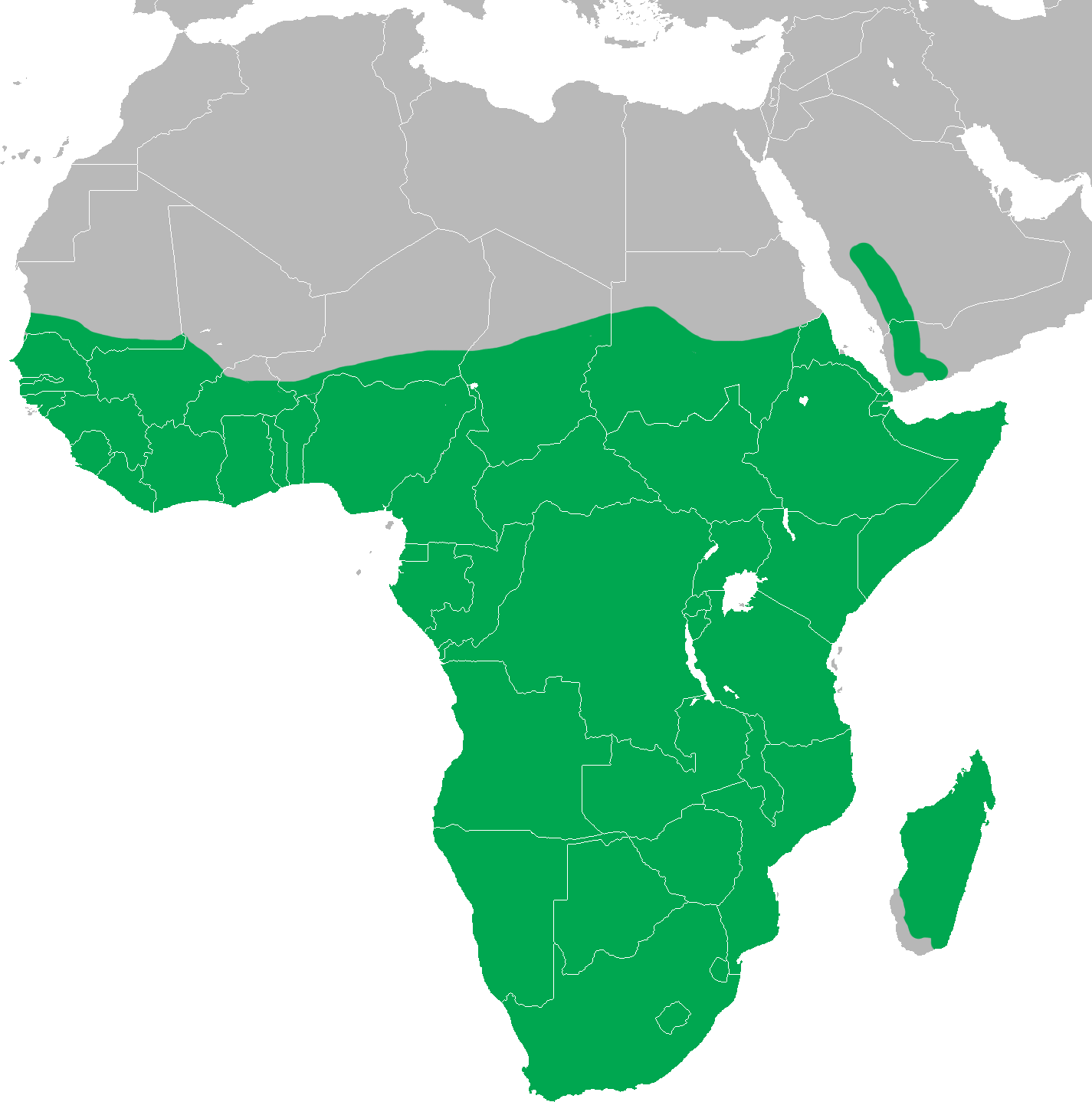
Rozšíření kladivouše afrického

## Systematika
- Scopus umbretta – kladivouš africký (J. F. Gmelin, 1789)
- vědecké synonymum: Cepphus scopus (Wagler, 1827).

Existují nejméně dva poddruhy. Zástupci nominátní formy Scopus umbretta umbretta jsou rozšířeni ve střední, východní a jižní Africe, na Madagaskaru a na západě Arabského poloostrova. Poddruh Scopus umbretta minor žije v západní Africe. Tyto dva poddruhy jsou uznány IOC World Bird List (položka 7204 a 7205). Někteří autoři považují kladivouše žijící na Madagaskaru za samostatný poddruh Scopus umbretta bannermani.
- S. u. umbretta J. F. Gmelin, 1789 – tropická Afrika, Madagaskar a jihozápadní Arábie;
- S. u. minor G. L. Bates, 1931 – pobřežní západní Afriky [4]

BioLib uvádí druh Scopus umbretta (Brisson, 1760), nominátní poddruh S. u. umbretta (Gmelin, 1789) a poddruhy:
- S. u. minor (Bates, 1931)
- S. u. bannermani (C. B. Grant, 1914) – navržený poddruh
- S. u. tenuirostris (Rand, 1936) – navržený poddruh[2]

Molekulární studie zjistily, že kladivouš je nejbližším příbuzným pelikánů a monotypického druhu člunozobce afrického.
|  | kladivouš (Scopidae)                                                                             |
|  |                                                                                                  |
|  | \| \| pelikánovití (Pelecanidae) \| \| \| \| \| \| člunozobcovití (Balaenicipitidae) \| \| \| \| |
|  |                                                                                                  |
|  | pelikánovití (Pelecanidae)                                                                       |
|  |                                                                                                  |
|  | člunozobcovití (Balaenicipitidae)                                                                |
|  |                                                                                                  |

|  | pelikánovití (Pelecanidae)        |
|  |                                   |
|  | člunozobcovití (Balaenicipitidae) |
|  |                                   |

|  | kladivouš (Scopidae)                                                                             |
|  |                                                                                                  |
|  | \| \| pelikánovití (Pelecanidae) \| \| \| \| \| \| člunozobcovití (Balaenicipitidae) \| \| \| \| |
|  |                                                                                                  |
|  | pelikánovití (Pelecanidae)                                                                       |
|  |                                                                                                  |
|  | člunozobcovití (Balaenicipitidae)                                                                |
|  |                                                                                                  |

|  | pelikánovití (Pelecanidae)        |
|  |                                   |
|  | člunozobcovití (Balaenicipitidae) |
|  |                                   |

|  | kladivouš (Scopidae)                                                                             |
|  |                                                                                                  |
|  | \| \| pelikánovití (Pelecanidae) \| \| \| \| \| \| člunozobcovití (Balaenicipitidae) \| \| \| \| |
|  |                                                                                                  |
|  | pelikánovití (Pelecanidae)                                                                       |
|  |                                                                                                  |
|  | člunozobcovití (Balaenicipitidae)                                                                |
|  |                                                                                                  |

|  | pelikánovití (Pelecanidae)        |
|  |                                   |
|  | člunozobcovití (Balaenicipitidae) |
|  |                                   |

|  | kladivouš (Scopidae)                                                                             |
|  |                                                                                                  |
|  | \| \| pelikánovití (Pelecanidae) \| \| \| \| \| \| člunozobcovití (Balaenicipitidae) \| \| \| \| |
|  |                                                                                                  |
|  | pelikánovití (Pelecanidae)                                                                       |
|  |                                                                                                  |
|  | člunozobcovití (Balaenicipitidae)                                                                |
|  |                                                                                                  |

|  | pelikánovití (Pelecanidae)        |
|  |                                   |
|  | člunozobcovití (Balaenicipitidae) |
|  |                                   |

|  | kladivouš (Scopidae)                                                                             |
|  |                                                                                                  |
|  | \| \| pelikánovití (Pelecanidae) \| \| \| \| \| \| člunozobcovití (Balaenicipitidae) \| \| \| \| |
|  |                                                                                                  |
|  | pelikánovití (Pelecanidae)                                                                       |
|  |                                                                                                  |
|  | člunozobcovití (Balaenicipitidae)                                                                |
|  |                                                                                                  |

|  | pelikánovití (Pelecanidae)        |
|  |                                   |
|  | člunozobcovití (Balaenicipitidae) |
|  |                                   |

|  | kladivouš (Scopidae)                                                                             |
|  |                                                                                                  |
|  | \| \| pelikánovití (Pelecanidae) \| \| \| \| \| \| člunozobcovití (Balaenicipitidae) \| \| \| \| |
|  |                                                                                                  |
|  | pelikánovití (Pelecanidae)                                                                       |
|  |                                                                                                  |
|  | člunozobcovití (Balaenicipitidae)                                                                |
|  |                                                                                                  |

|  | pelikánovití (Pelecanidae)        |
|  |                                   |
|  | člunozobcovití (Balaenicipitidae) |
|  |                                   |

|  | kladivouš (Scopidae)                                                                             |
|  |                                                                                                  |
|  | \| \| pelikánovití (Pelecanidae) \| \| \| \| \| \| člunozobcovití (Balaenicipitidae) \| \| \| \| |
|  |                                                                                                  |
|  | pelikánovití (Pelecanidae)                                                                       |
|  |                                                                                                  |
|  | člunozobcovití (Balaenicipitidae)                                                                |
|  |                                                                                                  |

|  | pelikánovití (Pelecanidae)        |
|  |                                   |
|  | člunozobcovití (Balaenicipitidae) |
|  |                                   |

|  | kladivouš (Scopidae)                                                                             |
|  |                                                                                                  |
|  | \| \| pelikánovití (Pelecanidae) \| \| \| \| \| \| člunozobcovití (Balaenicipitidae) \| \| \| \| |
|  |                                                                                                  |
|  | pelikánovití (Pelecanidae)                                                                       |
|  |                                                                                                  |
|  | člunozobcovití (Balaenicipitidae)                                                                |
|  |                                                                                                  |

|  | pelikánovití (Pelecanidae)        |
|  |                                   |
|  | člunozobcovití (Balaenicipitidae) |
|  |                                   |

Přiřazení kladivouše k veslonohým (Pelecaniformes) je uznáno Mezinárodním ornitologickým kongresem a zapsáno na IOC World Bird List.
Z fosilních nálezů je znám jeden vyhynulý druh, Scopus xenopus. Ornitolog Storrs Olson druh popsal na základě kostí nalezených v Jižní Africe ve vrstvě spodního pliocénu. Ve srovnání se současným kladivoušem (Scopus umbretta) byl S. xenopus větší a stavbu nohou měl více přizpůsobenou plavání.

## Rozšíření
Je rozšířen v Africe na jih od Sahary, na Madagaskaru a na jihozápadě Arabského poloostrova. Africké země, v nichž kladivouš africký hnízdí, jsou Angola, Benin, Botswana, Burkina Faso, Burundi, Čad, Džibutsko, Eritrea, Etiopie, Gabon, Gambie, Ghana, Guinea, Guinea-Bissau, Jihoafrická republika, Jižní Súdán, Kamerun, Keňa, Konžská republika, Konžská demokratická republika, Lesotho, Malawi, Mali, Mauritánie, Mosambik, Namibie, Niger, Nigérie, Pobřeží slonoviny, Rwanda, Senegal, Sierra Leone, Somálsko, Středoafrická republika, Súdán, Svazijsko, Tanzanie, Togo, Uganda, Zambie a Zimbabwe. V Asii je to Jemen a Saúdská Arábie.
V Africe zalétá do Libérie.

## Popis
Na výšku měří 40–56 cm, na délku 50–56 cm, udávaná hmotnost je 415–430 g (450 g, 490 g).
Zbarvení kladivouše není nápadné. Opeření je hnědé, resp. sytě sépiové barvy, místy s nepatrně měňavým leskem, někdy zemitě hnědé. Na rýdovacích perech je několik příčných tmavších pásů, nejširší je poslední pás. Na hlavě má kladivouš zvláštní výraznou chocholku směřující dozadu, která však v klidu nemusí být patrná. Samice a samec jsou zbarveni stejně, nejsou pohlavně dimorfní. Také mladí ptáci se podobají rodičům.
Tmavý zobák je poměrně robustní a je uzpůsoben k lovu pod hladinou. Je laterálně zploštělý, koncová část horní čelisti je zahnutá dolů, koncová část spodní čelisti je tenká (možná napomáhá při „řezání“ vegetace atp.). Zobákem neklape (jako např. čáp). Oči jsou kulaté. Kladivouš má ostrý zrak.
Krk je poměrně krátký. Při vzletu nebo při plachtění je krk natažený, při vzácnějším třepotavém letu jsou hlava a krk mírně zatažené dozadu. Hanzák s Hudcem uvádějí, že krk za letu není esovitě zahnutý (volavka) ani natažený (čáp), pouze lehce ohnutý.
Křídla jsou široká a okrouhlá. Údery křídel jsou výrazné, hluboké. Občas létá značně vysoko.
Černé nohy jsou opeřené pouze v horní části holenní kosti. Na chodidlech jsou čtyři ohebné prsty, z nichž přední tři jsou delší. Dráp na prostředním prstě je na vnitřní straně opatřen hřebínkem (podobně jako u volavek), který napomáhá při čištění peří. Mezi prvními články prstů je krátká plovací blána; slouží k tomu, aby se pták nepropadal do bahna. Proti třem prstům směřuje čtvrtý prst, specificky postavený palec, který je volný (podobně jako u plameňáků). Jednak umožňuje ptákům usedat na větve a přidržovat se jich, jednak usnadňuje chůzi v trsech rákosových stébel. Na to, že je kladivouš brodivý pták, nejsou nohy příliš dlouhé. Chůze je pomalá. Když pták potřebuje uniknout, vzlétne. Neplave.
Hlas: Volání je hlasité, pronikavé, kladivouš vyráží zvučné „vitvit“, zejména, když je vyplašen. Za letu charakteristické hlasité „kyik-kyik-kyik-kyik-kyik kyik-keeek-kreeeeek“ (viz externí odkazy, hlasový projev).
Poddruh Scopus umbretta minor je menší a tmavší.

## Ekologie
Kladivouš africký nemigruje, je stálý. Pouze se v sušších oblastech přemísťuje v období dešťů k přechodným vodním nádržím za potravou.
Aktivní je ve dne. Stejně jako jiní tropičtí ptáci, kteří se vyhýbají nejteplejším částem dne a odpočívají ve stínu, je aktivní především po východu slunce a před západem slunce, příp. dopoledne a za soumraku.
Kladivouši jsou teritoriální, ale nejsou agresivní a jejich teritoria se mohou překrývat.
V hnízdním období se zdržuje párech. Mimo hnízdní období se obvykle vyskytuje v párech nebo ve skupinách 8–10 jedinců při hřadování; někdy se vyskytuje i v sociálních skupinách více než padesáti jedinců.
Předpokladem pro výběr stanoviště je voda a stromy vhodné k hnízdění a hřadování; někdy hnízdí i dál od vody. Nejčastěji se vyskytuje v otevřených lesnatých oblastech, ale může se vyskytovat i v savanách či dokonce na polopouštích, pokud je v blízkosti voda. Řídce hnízdí i uvnitř lidských sídlišť, protože není lidmi pronásledován – domorodci se jej kvůli pověrám a bájím obávají natolik, že jej neloví ani mu jinak neškodí.
Při lovu vyhledává takové vody, ve kterých se může brodit, přičemž preferuje sladké vody. Loví v mělkých vodách na okrajích jezer, tůní, řek a jejich mrtvých ramen, na okraji sezónních vodních nádrží i přehradních nádrží, v nivách, bažinách, močálech, mokřadech, zavlažovacích kanálech, na rýžových polích i v potocích, také v brakických vodách ústí řek a mangrovů; byl spatřen i v kamenitých přílivových nádržích při pobřeží. Loví v bahnitých i čistých vodách.

### Hnízdění
Ve východní Africe hnízdí po celý rok, jinde hnízdění vrcholí většinou koncem období dešťů a také v období sucha. Hnízdění v období sucha je u ptáka lovícího obojživelníky a ryby překvapivé. Hnízdí solitérně.
Kulovité hnízdo staví samice se samcem na stromě ve vidlici větví, jen někdy na skalách ve vnitrozemí či na útesu. Ptáci nejprve postaví plošinu, pak vztyčují stěny a poté vystaví kupolovitou střechu. Na stavbu hnízda z větví, trávy a bahna o průměru až 1,5 m použijí 8000 až 10 000 větviček. Uvnitř hnízda je hnízdní komora velikosti okolo 40 × 40 × 60 cm, ke které odspodu nebo zboku dole vede 40–60 cm dlouhý a 10–15 cm široký tunel vymazaný bahnem. Umístění vstupu je obranou proti predátorům. Pár často staví více hnízd, přičemž hnízda vydrží roky a lze je používat znovu a znovu. Ptáci hnízdo každý rok opraví a o něco rozšíří, takže může mít průměr až dva metry. Je největším zastřešeným ptačím hnízdem světa a může být až 100× těžší než kladivouš. Zvětšování a oprava hnízda je neustálý proces, který se děje souběžně s inkubací. Jindy se kladivouši poměrně často stěhují.
Samice klade v intervalu jeden až tři dny 3–6 křídově bílých vajec (brzy hnědých od bahna), na kterých sedí od snesení prvního vejce. Na sezení se podílejí oba rodiče, většinou sedí spíše samice. Inkubace je 28–32 dní, přičemž teplota vajec je poměrně nízká. Mláďata se líhnou postupně a krmí je oba rodiče. Jsou nidikolní, opeřená šedým prachovým peřím a brzy se přepeří krycím peřím. Po šesti dnech se vyvine chocholka a po 30 dnech je opeření podobné šatu dospělých ptáků. Letu jsou mladí ptáci schopni asi po 50 dnech; zpočátku se na noc vracejí do hnízda a asi měsíc se k hnízdu vracejí hřadovat. Nejčastějšími predátory mláďat bývají varani a krajty. Predací dochází ke ztrátám až poloviny vajec a 30–40 % vylíhnutých mláďat.
Stavba každého hnízda trvá páru kladivoušů asi šest týdnů a některá nikdy nepoužije. Ještě nedostavěné hnízdo jim někdy zaberou sovy (výr bělavý, sova pálená aj.), které vlastní hnízdo nestavějí a kterým se kladivouši nemohou ubránit.
Prázdná nebo nedostavěná opuštěná hnízda využívají jiné druhy ptáků, především kachnovití – husice nilská, pižmovka hřebenatá, kachnička pestrá – dále holub skvrnitý, někdy orel damaní, čáp černý aj. Obsazují je také poštolky, které hnízda nestavějí, např. poštolka šedá. I v přítomnosti kladivoušů hnízdívají na jejich hnízdech vrabci. Kromě ptáků jsou hnízda relativně bezpečným zázemím pro odpočívající nebo spící varany, množství druhů hadů (krajty, kobra černokrká aj.) savce (ženetka, promyka). Hnízda využívají také včely.
Délka dožití se uvádí přes osm let. Jiné zdroje uvádějí 20 let.

### Potrava
Potravu kladivoušů tvoří v přírodě z významné části obojživelníci. V jižní a východní Africe dávají ptáci přednost žábám drápatkám (rod Xenopus) a jejich pulcům, kterými pokrývají významnou část výživy vylíhlých mláďat. (Požírá např. i hrabatky, ale velké pářící se pozřít nedokáže.) Podstatnou částí potravy jsou drobné ryby, zejména potěr ryb rodu Clarias (keříkovec), Barbus a Tilapia. Dále jsou to měkkýši, korýši (v brakických vodách garnáti), hmyz a jiní bezobratlí včetně larev. Příležitostně loví drobné savce. Ptáci loví kořist při brodění mělkou vodou, často i mezi vodní vegetací. Někdy loví i metodou, která je u ostatních zástupců řádu brodiví vzácná – za letu loví ve vodě v hejnech pulců nebo v hejnech malých ryb, a to s úspěšností okolo 80 %. Někdy těží z přítomnosti velkých býložravců a loví kořist, kterou zvířata vyplašila.

## Ochrana
Populace kladivouše afrického je stabilní, druh se vyskytuje na rozsáhlém území (31 100 000 km2). V Červeném seznamu IUCN je hodnocen jako málo dotčený druh (LC).
Druh je loven, protože se s ním obchoduje na trhu s tradiční medicínou v Nigérii aj. V roce 1992 uvedl Hoyo, že druh je potenciálně ohrožen zhoršením kvality mokřadních vod způsobeným nadměrným používáním pesticidů.

## Chov v zoo
Kladivouš africký je chován přibližně v 80 evropských zoo (stav 2021). Největší zastoupení (18 zařízení) má Německo. V České republice jej chová Zoo Dvůr Králové, Zoo Hluboká, Zoo Plzeň, Zoo Praha a Zoo Zlín.
Na Slovensko přišel tento druh v roce 2017 do Zoo Bojnice.

### Chov v Zoo Praha
Tento brodivý pták byl v Zoo Praha chován od 70. let 20. století. Již tehdy se podařil první úspěšný odchov. Po několika přestávkách a krátkodobějším držení tohoto druhu došlo k obnovení chovu v roce 2010 – tehdy byla otevřena nová expozice „Ptačí mokřady“. První hnízdění a úspěšný odchov (po 40 letech) byly zaznamenány v roce 2012.
Ke konci roku 2017 i 2018 byl chován pár. V létě 2019 se vylíhla čtyři mláďata.
Kladivouše afrického lze vidět v průchozí voliéře expozice „Ptačí mokřady“ ve spodní části areálu zoo.

## Zajímavosti
- U kladivoušů se projevuje prvek chování, který nebyl zaznamenán u jiného ptačího druhu. Chování bývá označováno „falešné páření“ a někdy začíná kýváním hlavou a máváním křídly. Poté jeden pták vyskočí na záda druhému, přičemž se neprojevují sexuálně. Chovají se tak ptáci spárovaní i nespárovaní, různého i stejného pohlaví a nemusejí být ani nasměrovaní stejným směrem. Smysl zvláštního chování zatím odborníci neznají, patrně je však projevem nějaké formy sociálního chování.[15]
- Dalším neobvyklým chováním je zvláštní skupinový „obřad“, při němž ptáci s načepýřenými chocholkami mávají křídly a za hlasitého volání běhají v kruhu.
- Kladivouše lze vidět, jak pátrá po potravě ze hřbetu hrocha.[19]
- Při stavbě hnízda použijí ptáci kromě větviček, travin a bláta i to, co je zaujme, např. kusy kůže, kosti, papír, plasty, části oblečení atp.[13][16]
- Do hnízda kladivouš vlétá přímo. Když se v letu přiblíží k hnízdu, přimkne křídla k trupu a prolétne otvorem a tunelem do hnízdní komory.[31]
- Kladivouš má hřebínkovitý dráp na prostředním prstu jako volavky, volný zadní prst jako plameňáci, zobák zploštělý jako volavčík člunozobý, bílkoviny vaječného bílku odpovídají bílkovinám čápů a parazitují na něm stejní paraziti, kteří napadají výhradně kulíky a čejky.
- Pojmenování kladivouše v národních jazycích reflektuje poměrně často tvar hlavy evokující kladivo nebo odráží vědecké pojmenování Scopus umbretta – (staro)řecké skia (σκιά) znamená stín, umbra znamená stín, stinné místo, viz např. německé Hammerkopf (der Hammer = kladivo, der Kopf = hlava), Schattenvogel (der Schatten = stín, der Vogel = pták), francouzské Ombrette, Ombrette africaine (ombré, ombrage = stín), španělské hamerkop nebo avemartillo (martillo = kladivo), řecké Σφυροκέφαλος [sfyrokéfalos] (σφυρί = kladivo, κεφάλι = hlava), turecké Çekiçgaga, Çekiçkafa, Gölgekuşu (çekiç = kladivo, gaga = zobák, kafa = hlava, gölge = stín, kuşu = pták, doslovně „stínový pták“), ukrajinské молотоголов (molotogolov; молото = kladivo, головa = hlava), anglické Hammerkop (hammer = kladivo), Hammerkopf, Hammerhead (head = hlava), Hammerhead Stork (stork = čáp), Anvilhead (anvil = kovadlina) aj. aj.
- Kladivouš je národním ptákem Gambie. Je mj. motivem na gambijských poštovních známkách (1990, 1995, 2009, 2017)[32][33] a na známkách Botswany (1982), Burundi (2014), Čadu (1999), Francouzského území Afarů a Isů (1975, dnes Džibutska), Ghany (1991), Guineje-Bissau (2015), Jemenu, resp. Jemenské arabské republiky (1965) a Jihoarabského protektorátu (1965), Jihoafrické republiky (1997), Komor (Komorského svazu; 2009), Libérie (2000), Malawi (2× 2018), Nigeru (2013, 2019), Pobřeží slonoviny (1965), Sierry Leone (1990), Somálska (1993), Tanzanie (1989, 1997) a Zambie (1999).[34]
- Od pradávna byli kladivouši předmětem mnoha legend a přičítaly se jim nejrůznější magické schopnosti a magická moc. Mohly se lišit kmen od kmene a etnikum od etnika, ale společné měly to, že lidé kladivouše respektovali nebo se jich báli. Mylná vysvětlení neobvyklého chování kladivouše a s tím související pověry měly pozitivní dopad. Druh nebyl loven, lidé nevybírali vejce z hnízd a kladivouši se mohli v klidu množit.
  - Lidé věřili, že kdo se vykoupe ve vodě, ve které se brodil kladivouš, onemocní kožní vyrážkou.[31]
  - Protože na hnízdě a ve stěnách hnízda zvenčí hnízdí drobní ptáci, domnívali se domorodí obyvatelé, že si kladivouš nestaví hnízdo sám, ale dává si ho stavět jinými ptáky.[31]
  - Domorodci bývali také svědky toho, že do hnízda vlétl kladivouš a z hnízda vyklouzl had nebo vyběhl jiný živočich. Domnívali se proto, že kladivouš je schopen měnit podobu. [35]
  - Místně se tradovalo, že přelétne-li nad skupinou lidí kladivouš, někdo ze skupiny zemře, nebo že místo, kde se kladivouš usadí, zasáhne blesk.[16] Hanzák uvádí v 70. letech, že kvůli tomu jsou domorodci dokonce s to přestěhovat svou chýši.[31]
  - V jazyce Ixam, vyhynulém jazyce jižní Afriky, byli kladivouši uvedeni jako poslové smrti. Lidé věřili, že pokud se ozve volání kladivouše a pták přeletí tábor, znamená to, že zemřel některý blízký příbuzný. Křováci věří, že pokusí-li se někdo vykrást hnízdo kladivouše, zasáhne ho blesk. Podle staré víry Malgašů každý, kdo zničí kladivoušovo hnízdo, onemocní leprou. V jedné z malgašských básní se o kladivoušovi mluví jako o zlověstném ptáku.[19]